# The Courageous Coward (film 1919)
The Courageous Coward è un film muto del 1919 diretto da William Worthington.

## Produzione
Il film fu prodotto dalla Haworth Pictures Corporation.

## Distribuzione
Distribuito dalla Robertson-Cole Distributing Corporation, il film uscì nelle sale cinematografiche statunitensi nell'aprile 1919.
La pellicola è andata probabilmente perduta. L'unico rullo ancora esistente, il numero 5, si trova negli archivi dell'EYE Film Instituut Nederland.